# Veau du Limousin
Le veau fermier du Limousin est une production bouchère française de veau élevé sous la mère certifiée par un Label rouge puis par une IGP. Elle est localisée sur le territoire de plusieurs départements du centre-ouest de la France, autour du Limousin, célèbre pour sa race bovine à laquelle appartiennent les veaux concernés par l'indication géographique.

## Historique
Selon divers sites promotionnels, ce serait au début du XIIIe siècle que le petit de la vache aurait pris le nom de « veau », qui serait issu de vitellus (jaune d'œuf en latin) puisqu'alors les œufs complétaient les têtées des jeunes bovidés ; en réalité le mot veau dérive du latin vitellus signifiant « petit veau » et date au moins du début du XIIe siècle. C'est la production industrielle des veaux de boucherie qui sonna le glas de la production des veaux nourris sous la mère.[réf. nécessaire] La baisse de la qualité, jointe à des adjuvants alimentaires comme les hormones, ce type de production a été décrié pour revenir à des méthodes plus traditionnelles

## Le veau

### Situation géographique
Les carcasses labellisées IGP doivent provenir de la zone comprenant en totalité les cinq départements de Charente, Corrèze, Creuse, Dordogne et Haute-Vienne, ainsi que des cantons limitrophes des départements voisins que sont l'Allier, le Cantal, le Cher, l'Indre, le Lot, le Puy-de-Dôme et la Vienne.

### Cahier des charges
L'indication géographique concerne des carcasses de veaux abattus entre l'âge de 3 et 5 mois, et dont le poids doit être compris entre 85 et 150 kilos.
Si 98,5 % des veaux fermiers commercialisés en 2011 sont de race limousine, ils peuvent être issus de croisements d'allaitants limousins et charolais ou limousins et Salers. Ils sont allaités par la mère.

### Le veau et son terroir
Le lien au terroir valorisé par l'IGP repose sur deux éléments principaux :
- la carence naturelle du sol en fer, à l'origine de la blancheur de la viande ;
- la réputation historique du cheptel limousin, depuis le XIXe siècle.

### Production

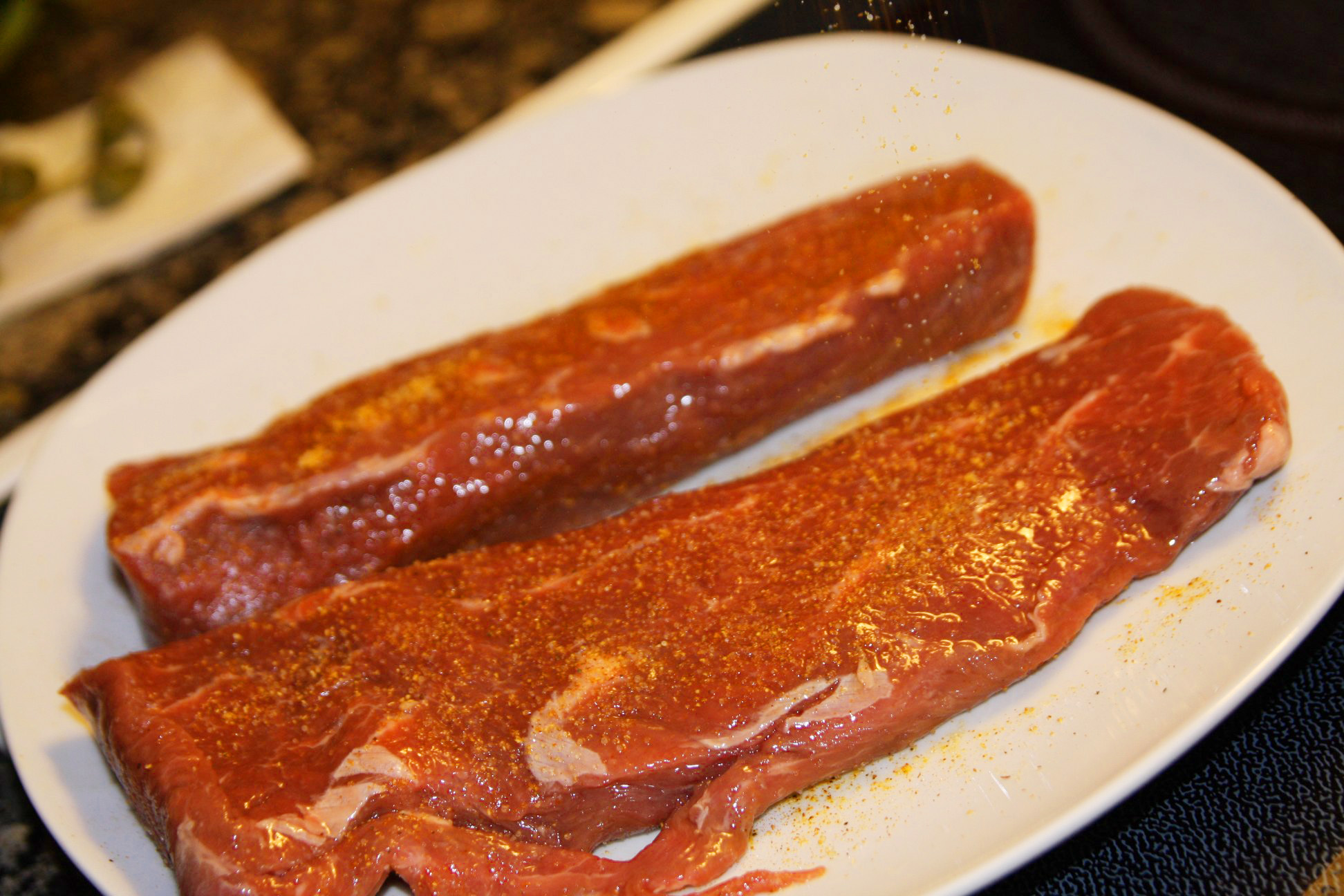
Tranches de veau du Limousin

Pour bénéficier du label rouge et de l'IGP, les veaux sont élevés avec le lait maternel entre 3 mois et 5 mois et demi. Ils se nourrissent deux fois par jour directement au pis de la mère et n'ont n’a pas accès à l'auge. C'est ce type d'élevage qui, seul, permet d'obtenir des veaux avec une viande haut de gamme. Ce type de production, lié à un savoir-faire ancestral, se retrouve sur les trois départements du Limousin, (Corrèze, Haute-Vienne et Creuse), le département de la Dordogne et de la Charente. Dans cette zone d'élevage, c'est la Corrèze qui est le premier département producteur. En 2012, ce sont plus de 15 000 veaux qui ont été labellisés. 

### Commercialisation
Le cahier des charges oblige que pour être labellisé l’abattage des veaux soit réalisé sur place. « Les carcasses d’un poids moyen de 140 kg sont simplement fendues et expédiées en l’état chez les grossistes et bouchers détaillants ». Ces carcasses sont distribuées dans « 543 points de vente engagés en contrat sous la marque Blason Prestige en boucheries artisanales et en restaurants et sous la marque Qualité Limousine en GMS. ».

## Gastronomie

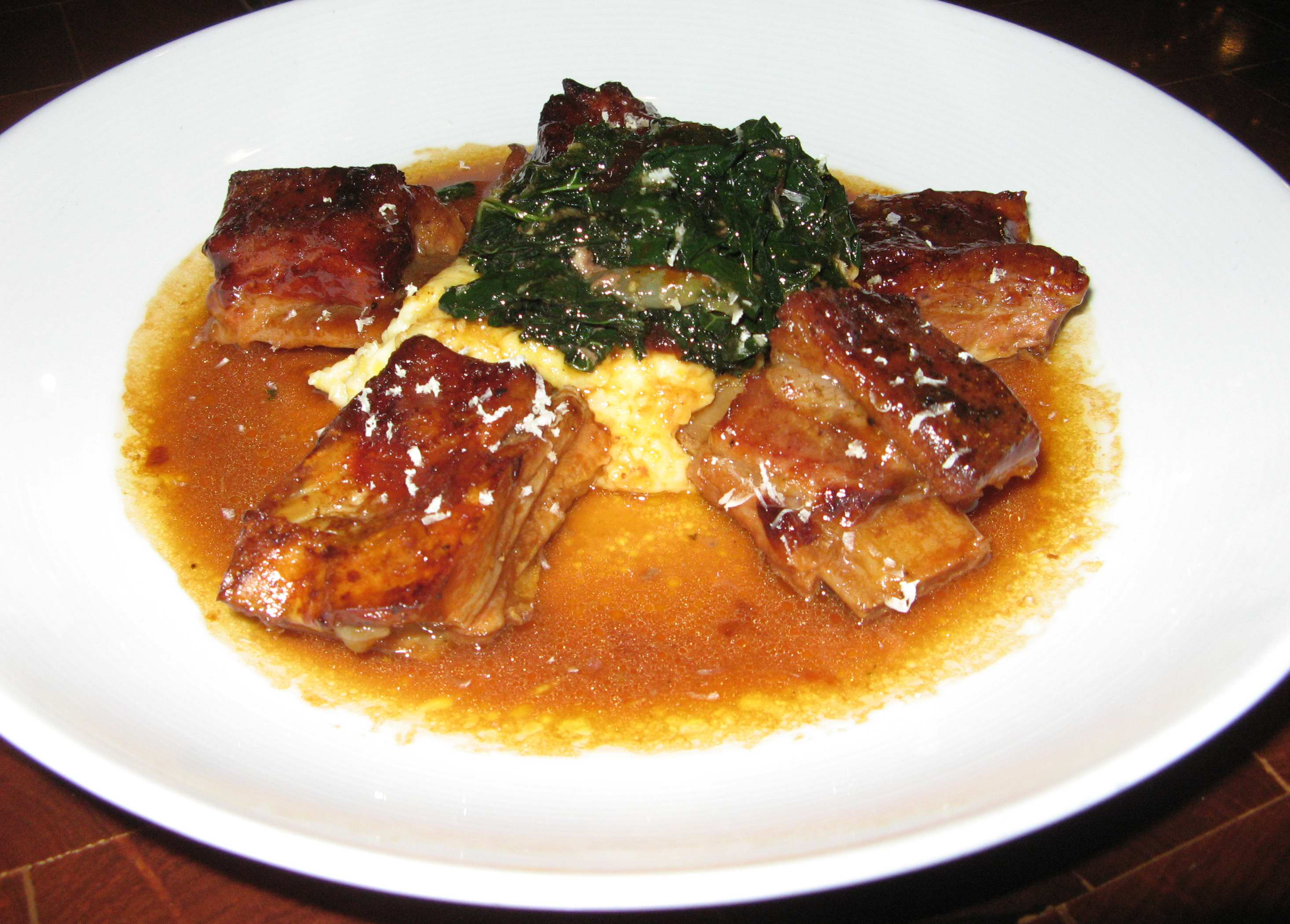
Braisé de veau du Limousin
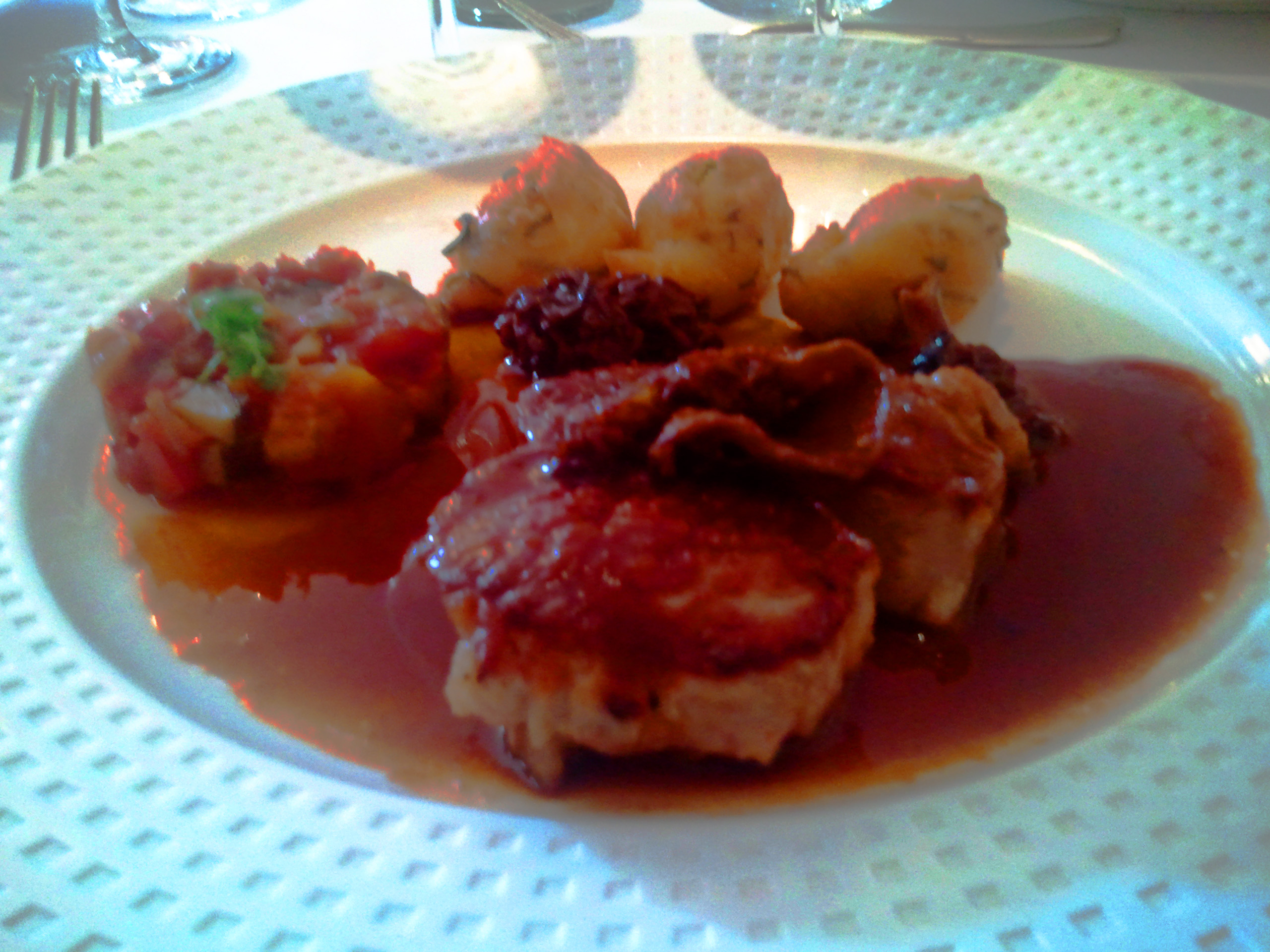
Fondant de veau du Limousin aux morilles
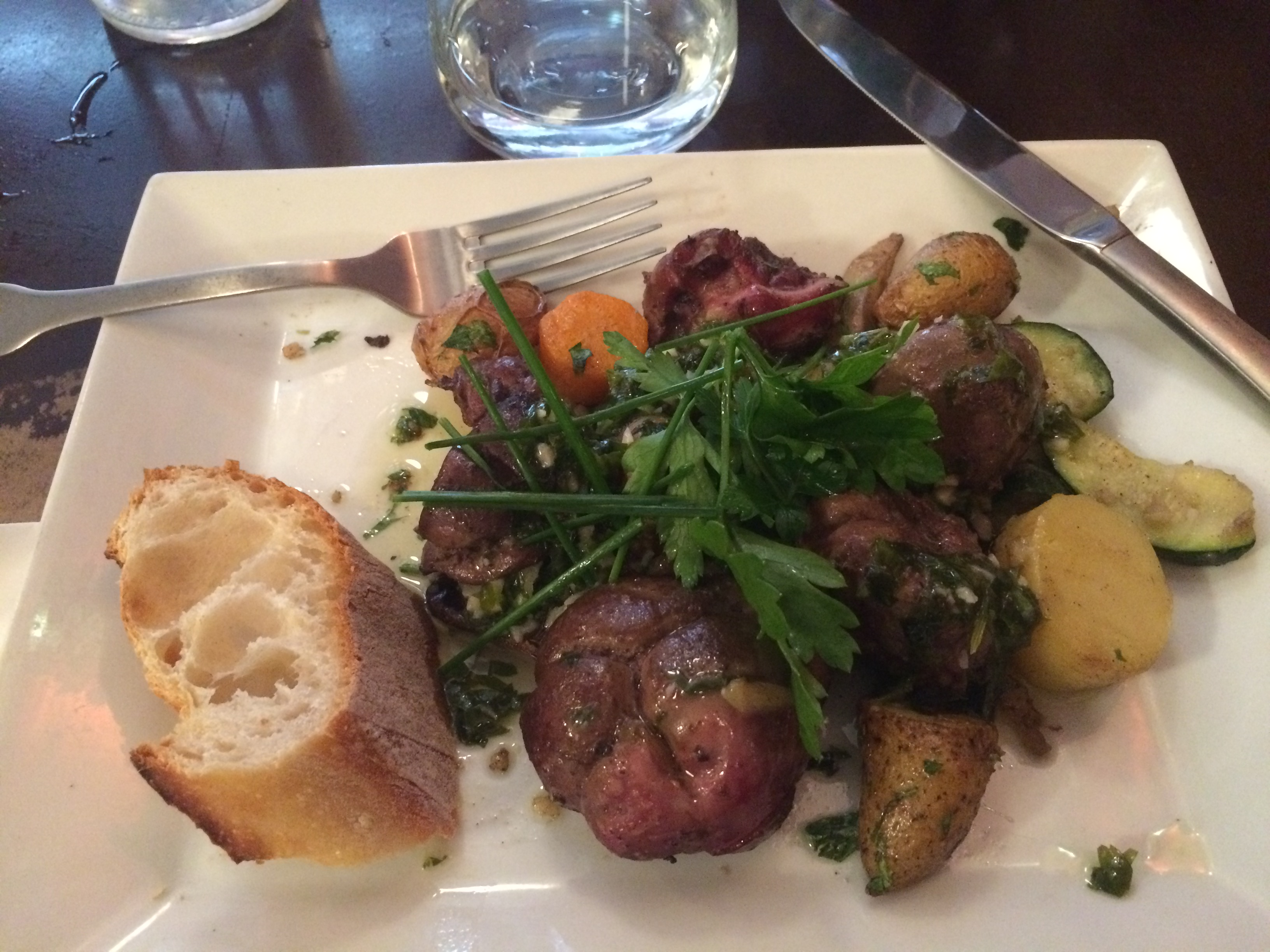
Rognons de veau du Limousin